# Alfred Hollingsworth
Pour les articles homonymes, voir Hollingsworth.
Alfred Hollingsworth, né à Albany (État de New York) en avril 1869, et mort à Glendale (Californie) le 20 juin 1926, est un acteur américain du cinéma muet.

## Filmographie partielle
- 1916 : Le Justicier (Hell's Hinges) de Charles Swickard et William S. Hart : Silk Miller
- 1916 : Purity de Rae Berger (en) : Claude Lamarque
- 1917 : Polly Ann de Charles Miller : Junius Trewalker
- 1917 : La Petite Châtelaine (Wee Lady Betty) de Charles Miller : Père Dan
- 1917 : L'Attrait du cirque (The Sawdust Ring) de Charles Miller et Paul Powell : Steve Weldon
- 1917 : The Sudden Gentleman de Thomas N. Heffron : George Douglas
- 1918 : Une femme d'attaque (Fair Enough) de Edward Sloman : James Dickson Esq.
- 1918 : The Law's Outlaw de Clifford Smith : Rodney Hicks
- 1919 : Un cœur fidèle (The Uplifters) de Herbert Blaché : Saul Shilpick Sr.
- 1919 : La Permission de Teddy (23 1/2 Hours' Leave) de Henry King : Booth
- 1919 : Le Mépris d'une femme (The Sneak) de Edward J. Le Saint : King Pannel
- 1919 : La Piste de l'épervier (The Hawk's Trail) de W. S. Van Dyke
- 1919 : The Red Viper de Jacques Tyrol
- 1920 : The Leopard Woman de Wesley Ruggles : rôle indéterminé
- 1920 : Ce crétin de Malec (The Saphead) de Herbert Blaché : Hathaway
- 1922 : The Egg de Gilbert Pratt
- 1922 : Le Nouveau Shérif (Trimmed) de Harry Pollard : John Millard